# Нейва (банк)
Банк «Нейва» — российский универсальный коммерческий банк с базовой лицензией ЦБ РФ. Полное наименование — общество с ограниченной ответственностью «Банк „Нейва“». Штаб-квартира банка расположена в Екатеринбурге. По состоянию на 1 февраля 2021 года, банк занимает 181 место в рейтинге российских банков по размеру активов (10,9 млрд рублей). 16 апреля 2021 года Банк "Нейва" лишился лицензии. В официальном пресс-релизе ЦБ звучит следующее:
"Банк «Нейва» нарушал федеральные законы, регулирующие банковскую деятельность, а также нормативные акты Банка России, в связи с чем регулятором в течение последних 12 месяцев неоднократно применялись к нему меры, в том числе вводилось ограничение на осуществление отдельных банковских операций. Допускал неоднократные нарушения требований законодательства в области противодействия легализации (отмыванию) доходов, полученных преступным путём, и финансированию терроризма, — говорится в пресс-релизе Центробанка".
Цитаты экспертов рынка:

"Концентрация рынка продолжается. «Крокодилы» никогда не наедаются. Вот и в банковском секторе скоро останутся только ярко-зеленый, темно-синий и алый банки. Последний, правда, частный. Пока. Потеря для местного бизнеса регионального банка — это всегда беда. Федеральный крупняк выставляет свое прокрустово ложе, в которое не всякий вписаться может. Наверное, нарекания были, так при такой свистопляске с изменениями «нормативки» неизбежны. Многое зависит от желания регулятора заметить и обратить внимание. А доверия к системе немного, — прокомментировал ситуацию в Facebook экономист Константин Юрченко.
Отзыв лицензии у «Нейвы» совершенно надуманный. Сейчас начнётся резня местного бизнеса, у которого там счета. Всё закончится так же, как с Банк24. Всё всем вернут (я просто 146% убеждён, что активы не выводили, активы качественные), но года через полтора, после муторных процедур АСВ. Выживут ли бизнесмены? Наживутся АСВ и прикормленные юристы. ЦБ не респект, конечно. Проще оказалось закрыть, чем вникнуть в суть бизнеса одного из самых приличных банков страны. А Правление жалко. Там сейчас будет запрет на профессию. Я лично досконально наблюдал их отчётность постоянно. Совершенно не представляю, к чему там можно придраться. Но 115-ФЗ идеальный инструмент для тех, кто исповедует «что хочу, то и ворочу». Теперь уральский финансовый рынок — окончательная колония московских гранд-банков, — отмечает независимый финансовый аналитик Виталий Калугин на своей странице в Facebook.

## История
Банк был основан в 1957 году в закрытом городе Свердловске-44 (с 1994 г. — Новоуральск) как Отделение Госбанка № 25384 для финансового обслуживания градообразующего предприятия — Уральского электрохимического комбината, а также других организаций.
26 декабря 1990 года на базе городского отделения Госбанка СССР было основано ООО «Коммерческий Нейвабанк» («КомНейвабанк», по названию протекающей в ближайших окрестностях Свердловска-44 реки Нейвы). Новый банк вошёл в Единую банковскую систему Российской Федерации.
В 2004 году банк стал участником государственной системы обязательного страхования вкладов.
В 2006 году Правительство РФ включило «КомНейвабанк» в план приватизации. Счета большинства клиентов были переведены в банк ВТБ. В течение следующих трёх лет «КомНейвабанк» испытывал нарастающие проблемы с капиталом и нёс убытки. Кредитный портфель и объём привлечённых средств сократились до минимума. В результате в 2008 году ЦБ РФ приостановил лицензию «КомНейвабанка» на привлечение средств физических лиц; при этом банк не был исключён из числа участников системы страхования вкладов.
16 апреля 2021 года банк был лишён лицензии на осуществление банковской деятельности.
17 июня 2021 года Арбитражный суд Свердловской области принял решение о принудительной ликвидации финучреждения. Ликвидатором назначено АСВ, рассчитываться с вкладчиками будет банк «Открытие».

### Ребрендинг
В 2008 году 18 % доли в капитале «КомНейвабанка» приобрёл владелец холдинга «СК-Пром» Павел Чернавин, бывший член совета директоров банка «Северная Казна». Чуть позже он довёл долю своего участия в банке до 100 %, а в июне 2009 года продал её ЗАО «Урал-Авиа» (19,99 %) и группе бывших миноритарных акционеров «Северной Казны» — Владимиру Родионову (19,67 %), Вячеславу Горбаренко (19,67 %), Владимиру Вольману (19,67 %) и Алексею Жукову (19,99 %). На эту сделку они направили средства, вырученные от продажи акций «Северной Казны». Сумма сделки составила около 86 миллионов рублей. Председателем Совета директоров банка стал Владимир Родионов. Обновлённый «КомНейвабанк» начал работу 9 сентября 2009 года. 2 ноября 2009 года кредитная организация сменила название на Банк «Нейва». В 2010 году штаб-квартира банка «Нейва» переместилась в Екатеринбург. Офис расположен в отдельном здании, построенном на средства акционеров специально для нужд банка в 2010 году. Здание площадью в 5000 м² выполнено в стиле классицизма, так как местом его расположения стал известный исторический район Екатеринбурга, где сосредоточено большое количество памятников архитектуры XIX века («район Царского моста»). 21 февраля 2020 банк «Нейва» выставил здание на продажу, так как не согласился с переоценкой его стоимости, проведённой по требованию ЦБ РФ. Запрашиваемая цена за объект составила 413 млн руб.
14 июня 2013 года банк «Нейва» получил лицензию Центрального Банка РФ на работу с частными лицами. В 2015 году ЦБ РФ присвоил банку статус профессионального участника рынка ценных бумаг.

## Руководство
По состоянию на 1 мая 2020 года, основными владельцами банка «Нейва» были Владимир Вольман и Владимир Родионов с долями в уставном капитале в 33,6 и 30 % соответственно. Также долями в уставном капитале банка владеют:
- Алексей Жуков — 12,9 %
- Игорь Сердобинцев — 6,8 %
- Марина Протасова — 6,5 %
- Елена Коновалова — 6,5 %
- Алексей Синцов — 3,5 %

Самой кредитной организации принадлежит доля в 18,2 %.
Руководство банком «Нейва» осуществляет Совет директоров.